# 레나터 얀선
레나터 얀선(네덜란드어: Renate Jansen, 1990년 12월 7일 ~ )은 네덜란드의 여자 축구 선수이다. 포지션은 공격수이며, 현재 에레디비시 프라우언의 FC 트벤터 소속이다.

## 클럽 경력
1995년부터 2005년까지는 SV 아베너스 산하 유소년 팀에서 선수 생활을 했으며 2005년부터 2007년까지 VV 카히아 산하 유소년 팀에서 선수 생활을 했다. 2007년부터 2008년까지 테르 레이더, 호헤스홀 판 암스테르담 산하 유소년 팀에서 선수 생활을 했다.
2008년에 에레디비시 프라우언의 ADO 덴하흐에 입단하면서 프로 선수 생활을 시작했고 2015년에는 FC 트벤터로 이적했다.

## 국가대표 경력
2010년 4월 1일에 열린 슬로바키아와의 경기에 처음 출전하면서 네덜란드 여자 축구 국가대표팀 선수로 데뷔했다. UEFA 여자 유로 2017, 2019년 FIFA 여자 월드컵에 참가했다.

## 수상

### 클럽
ADO 덴하흐
- 에레디비시 프라우언 1회 우승 (2011-12)
- KNVB 여자컵 2회 우승 (2011-12, 2012-13)

FC 트벤터
- 에레디비시 프라우언 1회 우승 (2015-16)

### 국가대표
- UEFA 여자 유로 2017 우승
- 2019년 FIFA 여자 월드컵 준우승